# Nohant-en-Goût
Nohant-en-Goût är en kommun i departementet Cher i regionen Centre-Val de Loire i de centrala delarna av Frankrike. Kommunen ligger  i kantonen Baugy som tillhör arrondissementet Bourges. År 2022 hade Nohant-en-Goût 551 invånare.

## Befolkningsutveckling
Antalet invånare i kommunen Nohant-en-Goût
Referens:INSEE